# Гвінейське агентство преси
Гвінейське агентство преси (фр. Agence Guinéenne de Presse) — інформаційне агентство у Гвінеї. Воно управлялося урядом під керівництвом Секу Туре і надавало щоденні новини іншим урядовцям та міжнародному дипломатичному корпусу. Після перевороту у квітні 1984 року преса відновила свою діяльність. Станом на листопад 2015 року агентство все ще працює.